# Руденский, Дмитрий Петрович
Дмитрий Петрович Руденский (26 марта (7 апреля) 1882, Ревель — 14 сентября 1952, Версаль) — русский морской офицер, капитан 1-го ранга.

## Биография
Окончил 4-ю Варшавскую гимназию. В службе с 1899 года. Окончил Морской корпус, мичман (1902). Вахтенный начальник крейсера I ранга «Громобой» (1903), совершил на нем переход из Кронштадта во Владивосток. Во время русско-японской войны участвовал в крейсерских операциях у берегов Кореи. Был ранен. В бою 1 августа 1904 привел в порядок правое носовое 203-мм орудие, затвор которого был разбит, что позволило возобновить огонь. Лейтенант (1904, за отличие в делах против неприятеля). На «Громобое» служил до 1906 года. Штурманский офицер 1-го класса (1907).
В 1907—1909 годах служил на крейсере «Богатырь», находился в загранплавании, в 1908 году принимал участие в спасении пострадавших при землетрясении в Мессине. Командовал миноносцами № 215 и № 218 (1909). Служил на крейсере «Диана» (1909–1910), на линейном корабле «Цесаревич» (1910), на транспорте «Океан» (1911). Старший лейтенант (1910).
Исполняющий должность старшего офицера крейсера I ранга «Диана» (1911), помощник старшего офицера линейном корабле «Цесаревич» (1911—1912). Причислен к 1-му Балтийскому флотскому экипажу. Исполняющий должность флагманского штурманского офицера штаба начальника бригады линейных кораблей эскадры Балтийского моря (1912). Исполняющий должность старшего офицера линейного корабля «Цесаревич» (1912—1913). Старший офицер линейного корабля «Цесаревич» (1913). Флаг-капитан по распорядительной части штаба командующего морскими силами Балтийского моря (1914). Командовал эсминцем «Финн» (9.01.1915—1916). Флагманский штурман штаба командующего флотом Балтийского моря (23.10.1916). Считался одним из лучших штурманских офицеров Балтийского флота. Капитан 1-го ранга (28.07.1917).
После Октябрьского переворота уехал в Архангельск, начальником гидрографической экспедиции Белого моря. В белых войсках Северного фронта, начальник штаба флотилии Северного Ледовитого океана, с 15 августа 1918 начальник распорядительной части, с 27 ноября 1918 начальник отряда Карского моря. 12 января 1919 уехал во Францию. Вернулся к А. В. Колчаку в Омск, где стал начальником Отдела личного состава Морского министерства. После гражданской войны эмигрировал во Францию. Служил капитаном на коммерческих судах. Принимал активное участие в деятельности Русского морского зарубежья. В 1931 году был председателем кают-компании в Париже.

## Награды
- Орден Святой Анны 4-й ст. с надписью «За храбрость» (16.06.1904)
- Орден Святой Анны 3-й ст. (1910)
- Орден Святого Станислава 2-й ст. (6.12.1913)
- Мечи к ордену Святого Станислава 2-й ст. (24.12.1914)
- Орден Святого Владимира 4-й ст. с мечами и бантом (5.10.1915)
- Георгиевское оружие (29.03.1917)

Медали и знаки:
- Знак памяти 200-летия Морского корпуса (1901)
- Светло-бронзовая медаль в память русско-японской войны с бантом (1906)
- Золотой знак об окончании полного курса наук Морского кадетского корпуса (1910)
- Светло-бронзовая медаль в память 300-летнего юбилея царствования дома Романовых (1913)
- Светло-бронзовая медаль в память 200-летнего юбилея Гангутской победы (1915)

Иностранные:
- Офицерский крест тунисского ордена Нишан-Ифтикар (1910)
- Черногорский орден князя Даниила I 4-й ст. (1910)
- Черногорская юбилейная медаль памяти 50-летия царствования князя Николая I (1910)
- Черногорская медаль «За храбрость» (1911)
- Кавалер ордена Почетного легиона (1914)